# Ga Hitachi
Ga Hitachi (日立駅 (Nhật Lập Dịch) Hitachi-eki) là ga đường sắt nằm ở Hitachi, Ibaraki, Nhật Bản, được quản lý bởi Công ty Đường sắt Đông Nhật Bản (JR East).

## Tuyến
Ga Hitachi được phục vụ bởi Tuyến Joban, cách điểm xuất phát của tuyến 146,9 km (từ ga Nippori)

## Bố trí ga
Ga của JR có hai sân ga chờ phục vụ cho 3 đường ray.

### Sân chờ
| 1 | ■ Tuyến Joban | đi Iwaki        |
| 2 | ■ Tuyến Joban | đi Mito và Ueno |

|-
|3
|■ Tuyến Joban
|đi Mito và Ueno

## Trạm kế
| «                    | «           | Dịch vụ     | »           | »            |
| Tuyến Joban          | Tuyến Joban | Tuyến Joban | Tuyến Joban | Tuyến Joban  |
| -------------------- | ----------- | ----------- | ----------- | ------------ |
| Hitachi-Taga         |             | Địa phương  |             | Inage-Ogitsu |
| Tốc hành: không dừng |             |             |             |              |

## Lịch sử
Nhà ga mở cửa vào 1897.

## Vùng chung quanh
- Hitachi, Ltd.
- Ito-Yokado (ja)
- Công viên Hitachi-shi Kamine (ja)
- HITACHI CEMENT Co.,Ltd (ja)
- JWAY Co.,LTD. (ja)

## Liên kết
- JR East Station Hitachi (tiếng Nhật)